# Tiro con l'arco ai Giochi della XXIV Olimpiade
Si sono svolti 4 eventi: le gare individuali e le gare a squadre, maschili e femminili.

## Podi

### Uomini
| Evento                 | Oro                                                 | Argento                                             | Bronzo                                                    |
| Individuale (dettagli) | Jay Barrs                                           | Park Sung-Soo                                       | Vladimir Ešeev                                            |
| A squadre (dettagli)   | Corea del Sud Chun In-Soo Lee Han-Sup Park Sung-Soo | Stati Uniti Jay Barrs Richard McKinney Darrell Pace | Regno Unito Steven Hallard Richard Priestman Leroy Watson |

### Donne
| Evento                 | Oro                                                       | Argento                                                        | Bronzo                                                  |
| Individuale (dettagli) | Kim Soo-nyung                                             | Wang Hee-kyung                                                 | Yun Young-Sook                                          |
| A squadre (dettagli)   | Corea del Sud Kim Soo-nyung Wang Hee-kyung Yun Young-Sook | Indonesia Lilies Handayani Nurfitriyana Saiman Kusuma Wardhani | Stati Uniti Deborah Ochs Denise Parker Melanie Skillman |

## Medagliere
| Posizione | Paese            |   |   |   | Totale |
| --------- | ---------------- | - | - | - | ------ |
| 1         | Corea del Sud    | 3 | 2 | 1 | 6      |
| 2         | Stati Uniti      | 1 | 1 | 1 | 3      |
| 3         | Indonesia        | 0 | 1 | 0 | 1      |
| 4         | Unione Sovietica | 0 | 0 | 1 | 1      |
| 4         | Regno Unito      | 0 | 0 | 1 | 1      |
| Totale    | Totale           | 4 | 4 | 4 | 12     |